# Rabča
Rabča je naseljeno mjesto u okrugu Námestovo u Žilinskom kraju u Slovačkoj.

## Stanovništvo
| Godina:     | 1993. | 2003.    | 2013.    | 2023.    |
| ----------- | ----- | -------- | -------- | -------- |
| Broj ljudi: | 3798  | 4315     | 4808     | 5336     |
| Razlika:    |       | +13,61 % | +11,42 % | +10,98 % |

| Godina:     | 2022. | 2023.   |
| ----------- | ----- | ------- |
| Broj ljudi: | 5266  | 5336    |
| Razlika:    |       | +1,32 % |

Prema podatcima o broju stanovnika iz 2023. godine naselje je imalo 5336 stanovnika.

## Vanjske poveznice
|  | Zajednički poslužitelj ima još gradiva o temi Rabča |

- Službena stranica naselja (sl.)